# Bill Hewlett
William „Bill” Hewlett (ur. 20 maja 1913 w Ann Arbor, zm. 12 stycznia 2001 w Palo Alto) – amerykański wynalazca i organizator przemysłu komputerowego.
Współzałożyciel (wraz z Davidem Packardem) spółki Hewlett-Packard. Podał się do dymisji jako prezes w 1977 i zrezygnował z funkcji dyrektora naczelnego w 1978. Prezes zarządu HP do 1983, kiedy to został wiceprezesem rady dyrektorów spółki. W 1987 otrzymał status dyrektora honorowego, którym pozostał do śmierci. Był działaczem różnych organizacji naukowych i członkiem wielu akademii nauk.

## Życiorys
Studiował na Uniwersytecie Stanforda, gdzie uzyskał stopień bakałarza w 1934. W 1936 stopień magistra elektrotechniki przyznał mu Massachusetts Institute of Technology, zaś Uniwersytet Stanforda w 1939 stopień inżyniera.
W czasie studiów na stanfordzkiej uczelni poznał Davida Packarda, z którym się serdecznie zaprzyjaźnił. Wspólnie w 1939 założyli przedsiębiorstwo Hewlett-Packard Company z kapitałem zakładowym 538 dolarów.
Hewlett pozostawał w ścisłym kierownictwie spółki do 1987, z wyjątkiem lat służby wojskowej podczas II wojny światowej, kiedy to kierował zespołem elektroniki Wydziału Nowych Technologii Departamentu Wojny. Pod koniec służby należał do specjalnego zespołu badającego wojenne osiągnięcia Japonii.
W 1947, wkrótce po powrocie do Palo Alto, Hewlett został wiceprezesem HP. Został wybrany wiceprezesem zarządzającym w 1957, prezesem w 1964; stanowisko dyrektora naczelnego objął w 1969. Oprócz zainteresowań zawodowych William Hewlet posiadał też obszerną wiedzę botaniczną. Był alpinistą, narciarzem i zapalonym wędkarzem.
W 1983 prezydent Ronald Reagan przyznał mu National Medal of Science, najwyższe amerykański odznaczenie naukowe.
Hewlett otrzymał liczne doktoraty honoris causa, między innymi z prawa od Uniwersytetu Kalifornijskiego w Berkeley, Uniwersytet Yale, Mills College, Uniwersytetu Marquette’a i Uniwersytetu Browna; nauk technicznych od Polytechnic Institute of New York, Kenyon College, Uniwersytetu w Notre Dame, Dartmouth College i Utah State University; z humanistyki od Uniwersytetu Johnsa Hopkinsa. Był także doktorem h. c. włoskiego Uniwersytetu Bolońskiego.